# Khongirad

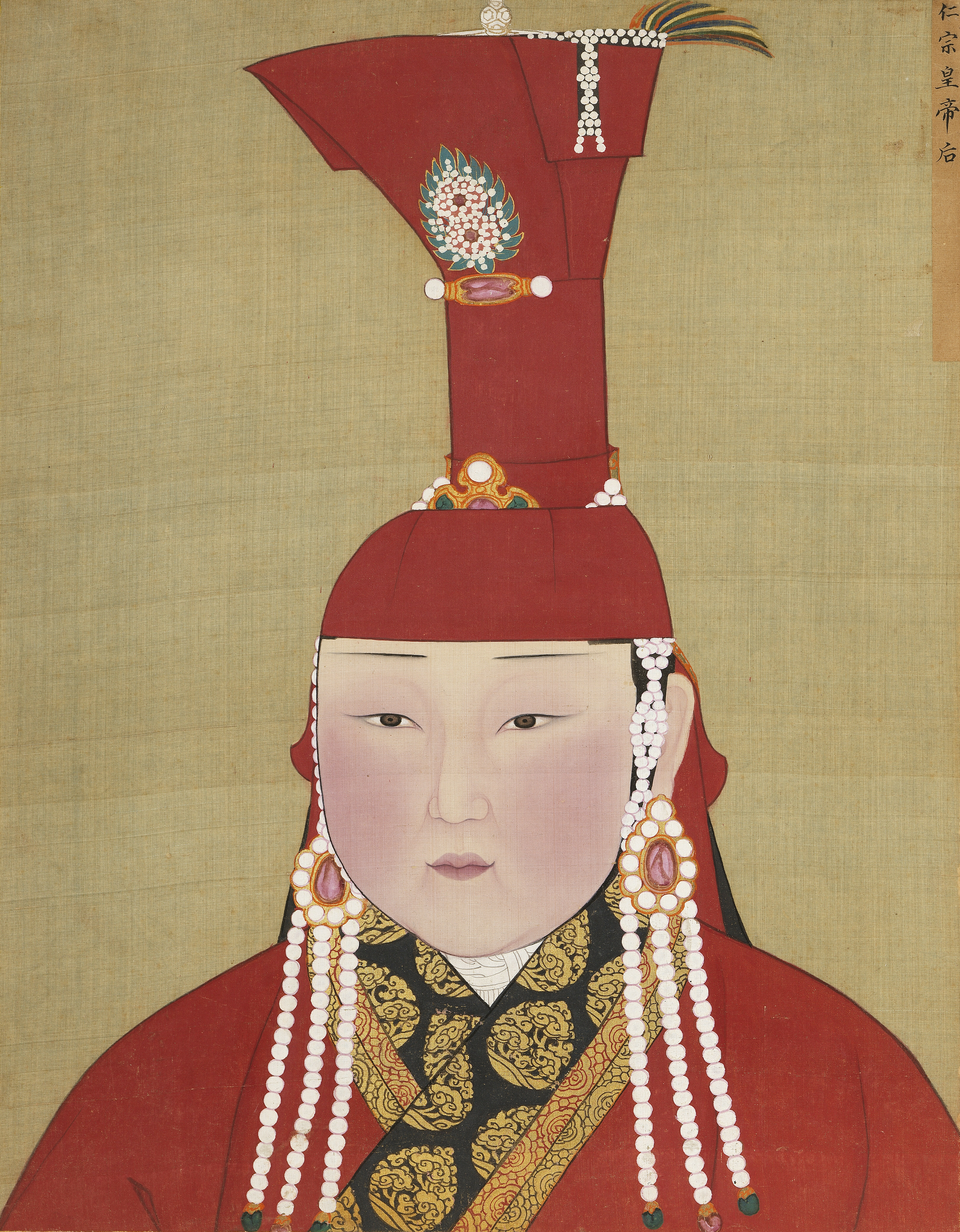

Les Khongirad, parfois translittéré Onggirat ou Qonggirat (mongol : ᠬᠣᠩᠭᠢᠷᠠᠳ, cyrillique : Хонгирад, MNS : Khongirad) 
(Kazakh: Қоңырат [Qoñırat] ou Қоңғырат [Qoñğırat]) sont les membres d'une dynastie aristocratique mongole présente en Mongolie centrale avant la formation de l'Empire mongol.

## Genealogie

### Branche des Bosqur
- N (v.1110 - ?);
  - Deï Setsen, (v.1140 - ap.1203);
    - Alchi Noyan, (v.1160 - 1238);
      - Chigu, (v.1185 - ap.1206);
        - Alchitai Khatun, (v.1215 - ?), épouse de Ariq Boqa;
        - N, (v.1220 - ?);
          - Qaidu, (v.1245 - ?);
          - Ai büke, (v.1250 - ?);
            - Janggi, (v.1275 - ?);
            - Toq temür, (v.1280 - ?);

        - Toghaï Timur (Musa), (v.1220 - ?), gendre d'Hulagu;
          - Noqay Noyan, (v.1260 - ?);
            - Aghaday, (v.1280 - ?);
              - Naghday, (v.1310 - ?), Emir;
                - Voir Maison Sufi;

      - Tuolian, (v.1190 - ?);
        - Tegülün Khatun, (v.1215 - 1233), épouse de Kubilai Khan;
        - N, (v.1220 - ?);
          - Bengbula, (v.1250 - ?);
            - Zhenge Khatun, (v.1285 - 11/1327), épouse de Külüg Khan;

      - Nachen, (v.1200 - ap.1265);
        - Olochin Küregen, (v.1220 - 1277);
          - Shirindari, (v.1265 - 1305), épouse de Témur Khan;

        - Jirwadai, (v.1225 - ap.1277);
        - Temür Küregen, (v.1227 - 1290);
          - Diwubala Küregen, (v.1270 - ?);
            - Ariγiyaširi Küregen, (v.1295 - ?);
            - Budashiri, (v.1307 - v.1340), épouse de Tövtömör Khan;

          - Sengge bura Küregen, (v.1275 - ?);

        - Manǰitai Küregen, (v.1245 - ap.1290);
        - Nambui, (v.1255 - ap.1290), épouse de Kubilai Khan;

      - Očin Küregen, (v.1205 - ap.1238);
      - N, (v.1210 - ?);
        - Qataqaš Khatun, (v.1235 - ?);
        - Noqa Küregen, (v.1240 - ?);

      - N, (v.1212 - ?);
        - N, (v.1235 - ?);
          - Chuqan, (v.1260 - ?);

      - Sorqudu, (v.1213 - ?);
        - Aqa Küregen, (v.1240 - ?);
          - N, (v.1270 - ?);
            - Yesüder, (v.1300 - ?);

      - N, (v.1215 - ?);
        - Quldu temür, (v.1240 - ?);
          - Dagi Khatun, (v.1262 - 1/11/1322), épouse de Darmabala;

      - Chabi, (28/1/1216 - 20/3/1281), épouse de Kubilai Khan;
      - N, (v.1220 - ?);
        - Woliuchar, (v.1255 - ?);
          - Babukhan Khatun, (v.1296 - v.1329), épouse de Yesün Temür Khan;
          - Bihan Khatun, (v.1298 - ?), épouse de Yesün Temür Khan;

    - Börte, (v.1162 - 1228), épouse de Gengis Khan[2].
    - N, (v.1175 - ?);
      - N, (v.1215 - ?);
        - Qarji, (v.1250 - ?);
          - Sugeshili Khatun, (v.1290 - ap.1327), épouse de Külüg Khan;

  - Daritay, (v.1145 - ?);
    - Kata (Katay), (v.1165 - ?);
      - Yesülün Khatun, (v.1185 - ap.v.1210), épouse de Djaghataï
      - Tögen Khatun, (v.1190 - ?), épouse de Djaghatai

    - Buyur (Bukur), (v.1168 - ?);
    - Takudar, (v.1170 - ?);
    - Dzhuikur (Shungur), (v.1175 - ?);